# Marina da Glória

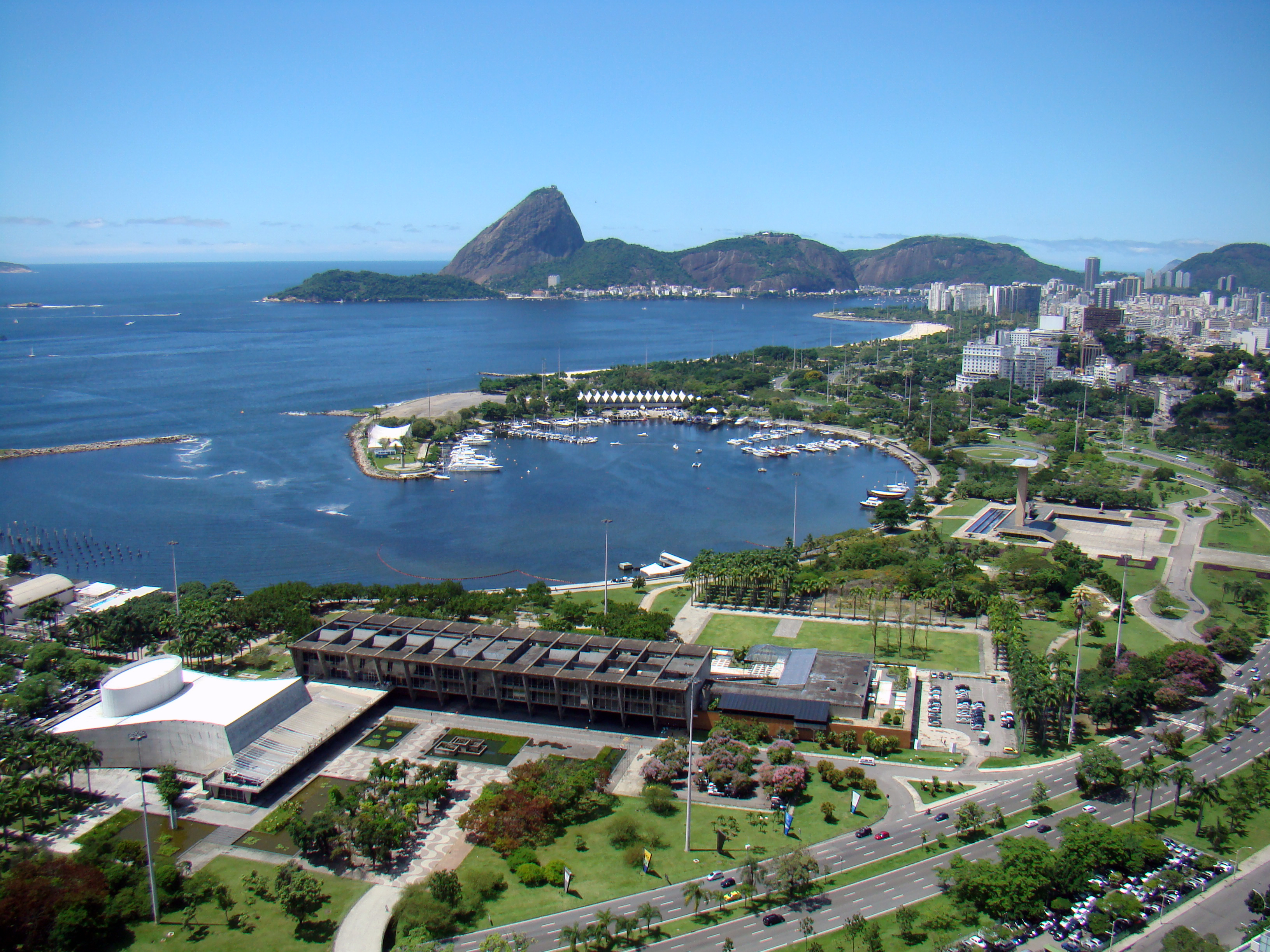
Marina da Glória

Marina da Glória este un port de agrement din Rio de Janeiro, Brazilia, situat pe coasta golfului Guanabara. Se află în cartierul Glória, în zona de sud a orașului, și formează o parte a Parcului Flamengo.
Proiectat de arhitecții Amaro Machado și Duarte Belo, a fost inaugurat în 1979 cu 167 inele de amarare și 73 locuri în docul uscat. Este folosit în special pentru iahturi de lux care aparțin unor brazilieni bogați. Portul dispune de servicii de închiriere a ambarcațiunilor de agrement, croaziere turistice, scufundări și turism în scop pescăresc.
Marina da Glória are o tradiție în găzduirea regatelor de iahting. Aici a avut loc cursa Clipper Round the World din 2013–2014. Va fi locul de desfășurare a probelor de navigație în cadrul Jocurilor Olimpice de vară din 2016. Aici se organizează și evenimente culturale, ca de exemplu festivalul de cinema Vivo Open Air, festivalul de muzică electronică Rio Music Conference și parada de modă Fashion Rio.
Întregul Parc Flamengo, proiectat de Affonso Reidy și de peisagistul Roberto Burle Mar, a fost clasat ca monument istoric de Instituto de Patrimônio Histórico e Artístico Nacional (IPHAN). Acesta a refuzat lucrările de renovare plănuite pentru Jocurile Panamericane din 2007 și dezvoltarea unui centru turistico-comercial. Totuși, Marina da Glória a fost renovat pentru Jocurile Olimpice din 2016. Lucrările au vizat și golful Guanabara, unde s-au efectuat lucrări pentru îmbunătățirea calității apelor.

## Legături externe
- pt  en  Site-ul oficial